# كرايغ تومسون
كرايغ تومسون (بالإنجليزية: Craig Thompson)‏ (24 يناير 1986 بليتلتون في الولايات المتحدة - ) هو لاعب كرة قدم أمريكي في مركز الوسط. لعب مع دي.سي. يونايتد وهيوستن دينامو وReal Colorado Foxes ‏.

## وصلات خارجية
- كرايغ تومسون على موقع قاعدة بيانات كرة القدم.إي يو (الإنجليزية)